# Ted Demme
Edward K. "Ted" Demme, född 23 oktober 1963 i New York i New York, död 13 januari 2002 i Santa Monica i Kalifornien, var en amerikansk filmregissör.
Ted Demme är känd för att bland annat ha gjort filmen Blow (2001) med Johnny Depp i huvudrollen. Ted Demme fick en hjärtattack under en basketmatch och fördes till UCLA Medical Center i Santa Monica, där han efter några timmar dödförklarades. Under obduktionen hittade man spår av kokain och man tror att det kan vara en av orsakerna till hjärtattacken.
Ted Demme var brorson till regissören Jonathan Demme. Han var god vän med rockmusikern Greg Dulli (The Afghan Whigs, The Twilight Singers) som höll på med ett soloprojekt då Ted Demme avled. Greg Dulli blev så förkrossad så att han kastade bort alla låtar och började om från början med sitt band The Twilight Singers. Deras skiva Blackberry Belle är tillägnad Ted Demme.

## Filmografi (urval)
- 1992 – No Cure for Cancer
- 1993 – Who's the Man?
- 1994 – Absolut gisslan
- 1994–1996 – Uppdrag: mord (TV-serie) (två avsnitt)
- 1996 – Beautiful Girls
- 1997 – Historier från tunnelbanan (delen "Manhattan Miracle")
- 1998 – Snitch
- 1999 – Life
- 2001 – Blow
- 2003 – A Decade Under the Influence